# كوليندروس
كوليندروس (Κολινδρός) هي مدينة في بيريا في مقاطعة فوريا إلادا في اليونان.